# Kanō Sansetsu

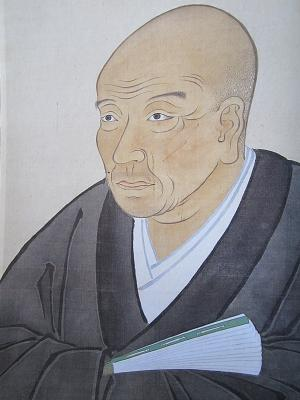
Kanō Sansetsu

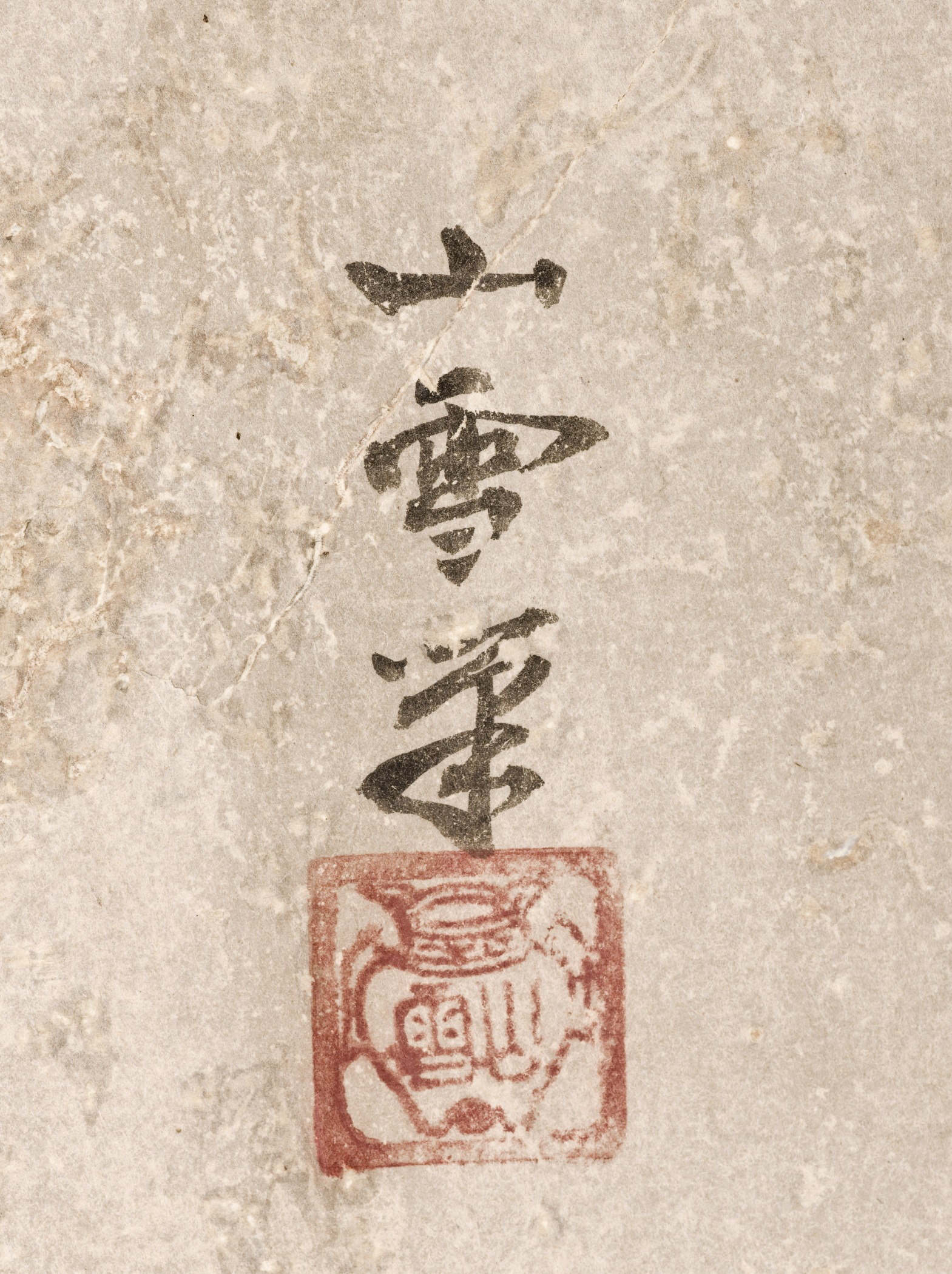
Sansetsu: Signatur und Siegel

Kanō Sansetsu (japanisch 狩野 山雪; 1590 – 1. Mai 1651, eigentlicher Name: Senga Mitsuie (千賀 光家)) war ein bedeutender japanischer Maler der frühen Edo-Zeit. Er führte den Kyō-(Kyōto)-Zweig der Kanō-Schule erfolgreich weiter.

## Leben und Werk
Kanō Sansetsu schloss sich der Werkstatt von Kanō Sanraku an, der ihn als begabten Schüler adoptierte und ihm später seine Tochter zur Frau gab.
Um 1629 arbeitete Sansetsu, zusammen mit anderen Malern seiner Schule, an der Bildrolle mit dem Titel „Geschichte des Taima-Tempels“ (當麻寺縁起絵巻, Taima-dera engi emaki), die sich heute im Nationalmuseum Nara befindet.
Um 1631 wurden Sanraku und er beauftragt, das Tenkyū-in (天球院), einen Untertempel des Myōshin-ji in Kyōto, auszuschmücken. Um 1632 führte er ein Werk aus mit dem Titel „Die großen Konfuzianisten in den verschiedenen Zeiten“ (歴世大儒図, Rekishi daiju-zu) für die Halle des Konfuzius in Edo, Zentrum des Konfuzianismus in Japan unter der Leitung der Hayashi-Familie.
1647 wurde Sansetsu von dem Hofadeligen Kujō Yukiie (九条 幸家; 1586–1665) beauftragt, zwei Paneele zur Ergänzung der „Dreiunddreißig Kannon“ im Tōfuku-ji in Kyōto zu malen. Anschließend erhielt er den Ehrentitel eines Hokkyō.
Sansetsu war eine exzentrische Person, kompositorisch hochbegabt. Er prägte den Kanō-Stil der Kan’i-Zeit (1624–1644). Sein bekanntestes Werk ist der Stellschirm mit dem Titel „Wasservögel an einem verschneiten Ufer“ (雪汀水禽図, Settei suikin-zu). Sansetsu war ein Kenner der Kunstszene und hinterließ einen Entwurf einer Kunstgeschichte, (本朝画史, Honchō-gashi). Er ist begraben auf dem Sennyū-ji in Kyōto.
Sansetsu führte auch die Künstlernamen Tōgenshi (桃源子), Dasokuken (蛇足軒) und Shōhaku Sanjin (松柏山人). Im Alltag wurde er Heishirō (平四郎) oder auch Nuidonosuke (縫殿助) genannt.

## Bilder

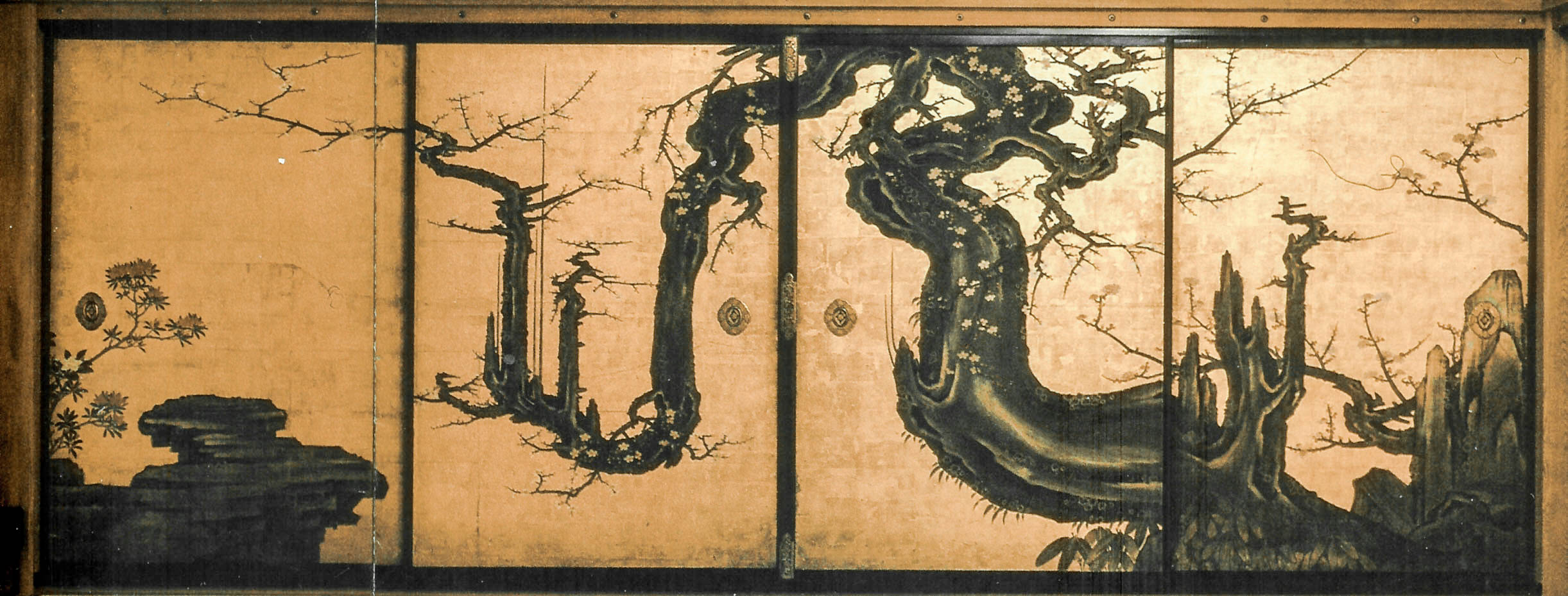
Schiebetüren
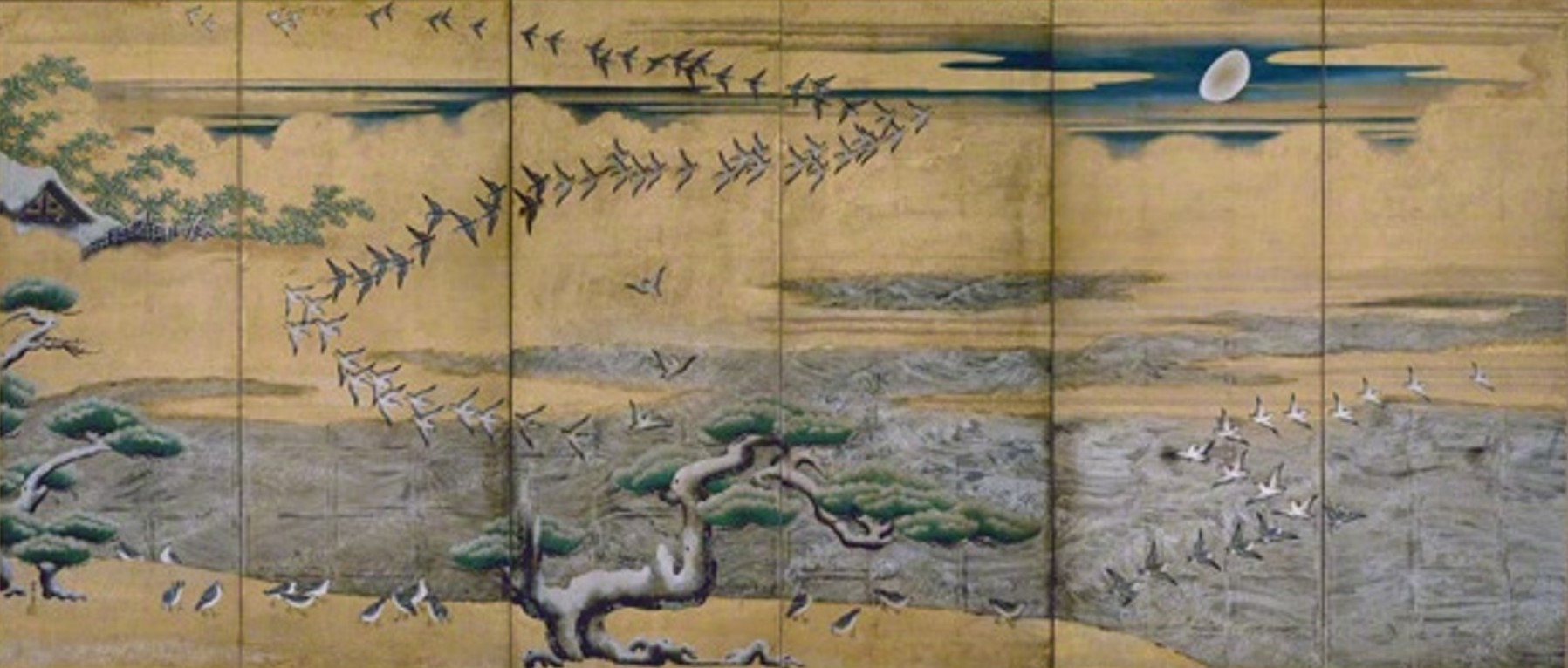
Wasservögel …
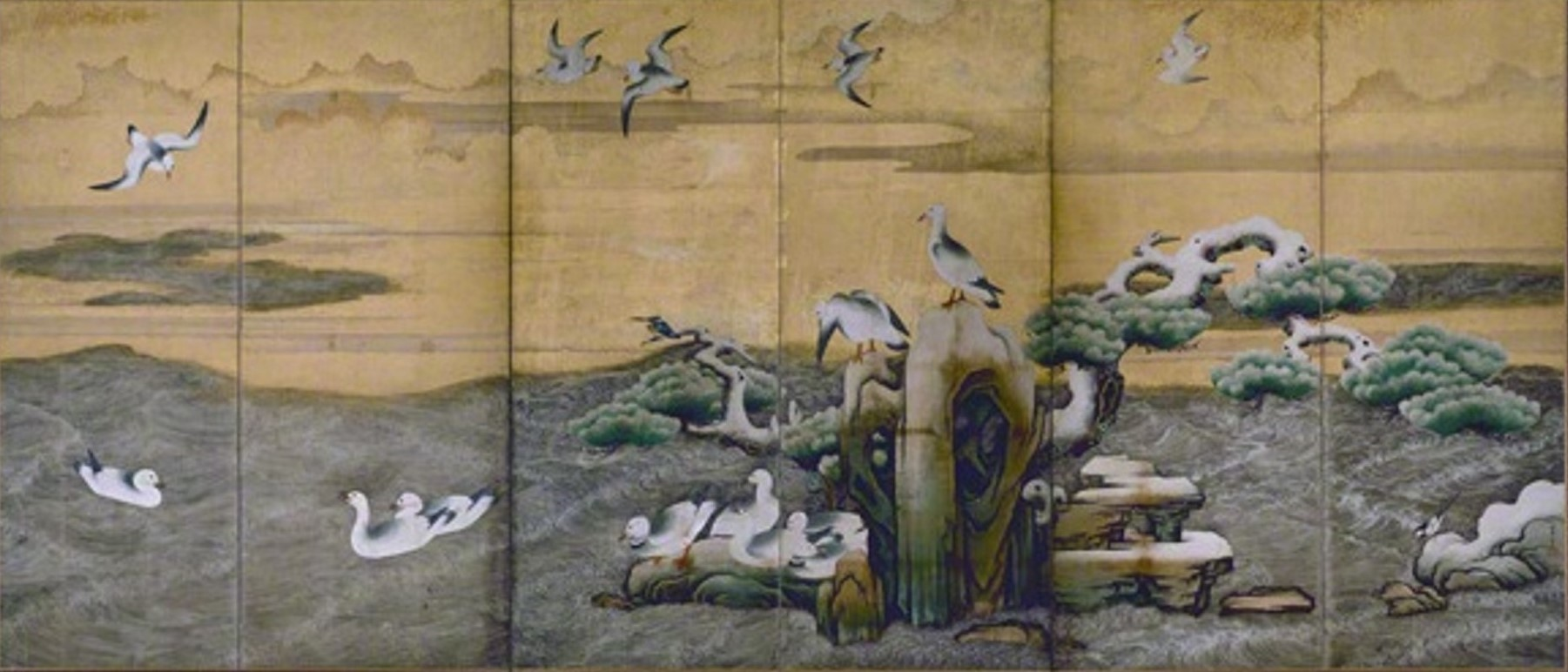
… an einem verschneiten Ufer